# NGC 5283
NGC 5283 is een lensvormig sterrenstelsel in het sterrenbeeld Draak. Het hemelobject werd op 7 oktober 1866 ontdekt door de Duits-Deense astronoom Heinrich Louis d'Arrest.

## Synoniemen
- UGC 8672
- MCG 11-17-7
- MK 270
- ZWG 317.6
- NPM1G +67.0098
- PGC 48425